# Новости культуры
«Но́вости культу́ры» — информационная программа, выходящая на телеканале «Культура» ежедневно в прямом эфире пять раз с понедельника по пятницу, один раз по выходным и один раз по воскресеньям в виде итогового выпуска с Владиславом Флярковским. Представляет обзор последних событий в мире культуры: репортажи о наиболее интересных и значительных культурных событиях в России и в мире, сюжеты из театров и киностудий, концертных и выставочных залов, интервью с деятелями искусства и науки. Единственный аналог в мире — программа Arte Info на французско-немецком телеканале Arte.
С января 2011 по март 2020 года спонсором передачи, как и всех остальных информационных программ телеканала («Главная роль», «Контекст», «Наблюдатель», «Новости. Подробно»), являлся банк ВТБ. С 31 марта по 2 августа 2020 года, из-за ситуации с коронавирусом в России и мире, передача временно не выходила в эфир. После возвращения программ информационного вещания в сетку телеканала логотип ВТБ был исключён из их заставок.

## Ведущие
- Юлия Фёдорова (с 2024 года), ранее была выпускающим редактором в редакции «Новости культуры».
- Никита Грудинов (с 2024 года)
- Анна Апаллонова (с 2023 года)
- Егор Москвин (с 2018 года)
- Елена Пахомова (с 2015 года)
- Татьяна Ципляева (с 2014 года), пришла с канала «ТВ Центр».
- Лада Аристархова (с 2003 года), ранее работала корреспондентом, также вела рубрику «Худсовет».
- Ирина Казначеева (с 1999 года), ранее была ведущей программы «Деловая Москва» на каналах «МТК» и «ТВЦ».
- Владислав Флярковский (с 2001 года, с ноября 2015 года — «Новости культуры с Владиславом Флярковским»).

## Бывшие ведущие
- Пётр Кулешов (1997—1998), ранее работал ведущим программы «Деловая Россия» на канале «РТР», сейчас — ведущий программы «Своя игра» на канале «НТВ».
- Елена Ланская (1997—2007)
- Екатерина Степанова (1997—1998), ранее работала ведущей в программе «Компьютер» на канале «НТВ».
- Елена Нефёдова (1997—1999), ранее была ведущей программы «Деловая Россия» на канале «РТР».
- Татьяна Ивановская (1998—1999), ранее вела программу «Деловая Россия» на канале «РТР».
- Наталья Григорьева (1999—2006)
- Константин Крымов (1999—2003), позже был ведущим «Обзора прессы».
- Кристина Аристова (2002—2005), ранее работала ведущей спортивных новостей на телеканале «Столица», перешла на телеканал «Россия», где была ведущей программы «Доброе утро, Россия!».
- Никита Корзун (2004—2007), до 2004 года — ведущий рубрики «З@грузка» и «Набор слов». Позже ведущий дневных и вечерних выпусков. Далее ушёл сначала на телеканал «Звезда», затем на «НТВ».
- Артём Абрамов (2005—2010), также был ведущим рубрики «Набор слов». Ранее был ведущим программы «Доброе утро, Россия!» на телеканале «Россия», ещё ранее работал на телеканале «Муз-ТВ».
- Мария Штейн (2006—2010), сначала работала специальным корреспондентом, а потом стала ведущей. С 2009 по 2010 год начала вести и специальные субботние новостные выпуски. Позже перешла на телеканал «НТВ» и вела программу «НТВ Утром».
- Алексей Гамзов (2006—2010), ранее работал на ГТРК «Кузбасс» в программе «Вести-Кузбасс», позже переехал в Новосибирск и работал в программе «Вести-Новосибирск». Был также ведущим рубрики «Набор слов». Позже ушёл на телеканал «360» и «Пятый канал».
- Павел Помошников (2006—2015)
- Роман Мамонов (2007—2008), также вёл рубрику «З@грузка», ранее работал ведущим новостей на телеканале «РБК», позже ушёл на канал «НТВ», где вёл орбитные выпуски новостей, затем на «RTVI».
- Анастасия Изюмская (2007—2009, 2018—2019), ранее работала на разных радиостанциях, затем перешла на радиостанцию «Серебряный дождь», а позже на телеканал «Дождь».
- Екатерина Покрас (2007—2009), ранее работала на канале «ТНТ».
- Максим Привалов (2009), параллельно работал ведущим программы «Новости содружества. Культура» на телеканале «Мир».
- Нара Ширалиева (2009), параллельно вела рубрику «Худсовет».
- Елена Ковригина (2010—2013), ранее ведущая прогноза погоды на канале «РТР».
- Аида Невская (2010)
- Ольга Голубь (2011—2013), ранее ведущая программы «Чрезвычайное происшествие» на канале «НТВ», ещё ранее работала корреспондентом на радио.
- Татьяна Геворкян (2011—2016), ранее была соведущей программы «Девчата» на канале «Россия-1», позже ушла сначала на канал «Ю», затем на «НТВ».
- Александр Москвитин (2012—2018)
- Инна Глебова (2012—2013), ранее ведущая программы «НТВ Утром» на канале «НТВ».
- Денис Криштопов (2013—2015), ранее работал в ГТРК «Ставрополье».
- Светлана Милорадова (2013), ранее работала ведущей программы «Вести.Ru» на каналах «Россия-2» и «Россия-24».
- Наталья Шкода (2014—2024), перешла на телеканал «Москва 24».
- Сергей Алексеев (2015—2017)
- Михаил Зеленский † (2017—2021), также вёл программу «Вести-Москва», скончался в январе 2022 года.
- Егор Бедуля (2018—2024), перешёл на телеканал «Москва 24».

## Рубрики
Сеть (ранее «З@грузка») — ночной, а затем и утренний обзор новостей культуры в Интернете. Выходил до 14 сентября 2012 года. В разное время рубрику вели:
- Никита Корзун (2002—2004)
- Алексей Че (2002—2012)
- Максим Иксанов (2003—2006)
- Роман Мамонов (2007—2008)
- Андрей Санников (2008—2012)

Печать (ранее «Набор слов») — утренний, а затем и вечерний обзор новостей культуры в прессе. Выходил до 29 мая 2015 года. В разное время рубрику вели:
- Константин Крымов (2003—2005)
- Никита Корзун (2005—2007)
- Артём Абрамов (2005—2010)
- Алексей Гамзов (2007—2010)
- Владислав Борецкий (2010—2015)
- Дмитрий Желобков (2010—2015)

Худсовет — короткое интервью в студии с известным деятелем культуры, связанным с одной из новостей. Выходил до 7 июля 2017 года. В разное время рубрику вели:
- Нара Ширалиева (2002—2017)
- Лада Аристархова (2002—2017)
- Ксения Егорова (2003—2017)
- Полина Ермолаева (2004—2006)
- Оксана Карас (2007—2008)
- Яна Мирой (2015—2017)

Прогноз погоды — с самого начала существования программы в конце выпусков всегда выходил прогноз погоды. С 1 ноября 1997 по 22 октября 2000 года показывался стандартный прогноз погоды от «Метео-ТВ», в конце которого ведущие одно время зачитывали стихи известных русских поэтов. С 23 октября 2000 года в прогнозе погоды используются репродукции картин, по одной на каждый город с указанием температуры воздуха и осадков. В разное время прогноз погоды вели:
- Людмила Шеламова (1997—2000)
- Анна Собко (1997—2000)
- Светлана Голубева (1997—2000)
- Екатерина Решетилова (2000)

С осени 2001 по май 2015 года, помимо основного блока, программа включала в себя несколько рубрик, выходивших в разных выпусках.
С 1 июня 2015 по 7 июля 2017 года единственной рубрикой в телепрограмме оставалась лишь «Худсовет».
В 2009—2010 годах по будням днём выходили пятиминутные тематические выпуски программы — «Новости культуры: литература» с Николаем Александровым, «Новости культуры: про арт» с Анной Лошак, «Новости культуры: о театре» с Нарой Ширалиевой, «Новости культуры: о науке» с Андреем Санниковым и «Новости культуры: о кино» со Снежаной Артамоновой. С 4 сентября 2017 по 3 ноября 2023 года короткие тематические выпуски выходили по будням утром.

## Структура вещания
Программа выходит в прямой эфир для жителей Дальнего Востока и далее транслируется в записи для жителей более западных регионов. Для Москвы и Московской области формируется отдельное вещание в прямом эфире. С 1998 года до 2010 года «Новости культуры» также выходили по субботам вечером одним выпуском в 22:00. Кроме того, в 1998—2001 годах вслед за программой выходила отдельная разговорная передача «После новостей…», которую представляли Евгений Велихов, Григорий Горин, Михаил Швыдкой и Виктор Лошак.

## Награды
Программа стала победителем национального телевизионного конкурса «ТЭФИ-2003».

## Пародии
Пародия на программу «Новости культуры» и её ведущего Владислава Флярковского была показана в одном из выпусков пародийного телешоу «Большая разница» за 2009 год.